# Raccoon
Raccoon  è una township nella contea di Beaver nello Stato della Pennsylvania, Stati Uniti d'America. Secondo il censimento del 2000 la popolazione è di 3.397 abitanti.

## Società

### Evoluzione demografica
La composizione etnica vede una prevalenza dei bianchi (98,70%) seguita dagli afroamericani (0,38%) (dati del 2000).
| township di Raccoon Popolazione |       |
| 2000                            | 3.397 |
| Stima al 2009                   | 3.219 |